# Euxoa pusillus
Euxoa pusillus là một loài bướm đêm trong họ Noctuidae.